# 斯特里利尼基 (巴赫馬奇區)
斯特里利尼基（烏克蘭語：Стрільники）是位於烏克蘭北部切爾尼戈夫州裏尼任區的村莊，始建於1800年，面積3.33平方公里，海拔高度135米，2006年人口1,161，人口密度每平方公里348.65人。
51°12′2″N 32°34′38″E / 51.20056°N 32.57722°E